# Brookwood
Brookwood és una població dels Estats Units a l'estat d'Alabama. Segons el cens del 2000 tenia 1.483 habitants.

## Demografia
Segons el cens del 2000, Brookwood tenia 1.483 habitants, 553 habitatges, i 430 famílies. La densitat de població era de 70,4 habitants/km².
Dels 553 habitatges en un 42,1% hi vivien nens de menys de 18 anys, en un 63,3% hi vivien parelles casades, en un 9,4% dones solteres, i en un 22,2% no eren unitats familiars. En el 19,2% dels habitatges hi vivien persones soles el 6,7% de les quals corresponia a persones de 65 anys o més que vivien soles. El nombre mitjà de persones vivint en cada habitatge era de 2,68 i el nombre mitjà de persones que vivien en cada família era de 3,07.
Per edats la població es repartia de la següent manera: un 28,9% tenia menys de 18 anys, un 8,7% entre 18 i 24, un 33,1% entre 25 i 44, un 21,8% de 45 a 60 i un 7,5% 65 anys o més.
L'edat mediana era de 34 anys. Per cada 100 dones hi havia 99,1 homes. Per cada 100 dones de 18 o més anys hi havia 96,5 homes.
La renda mediana per habitatge era de 40.104 $ i la renda mediana per família de 46.071 $. Els homes tenien una renda mediana de 38.929 $ mentre que les dones 23.571 $. La renda per capita de la població era de 18.670 $. Aproximadament el 6,2% de les famílies i el 8,2% de la població estaven per davall del llindar de pobresa.

## Poblacions més properes
El següent diagrama mostra les poblacions més properes.